# خوکچه دندان‌زرد
خوکچه دندان‌زرد (نام علمی: Galea) نام یک سرده از زیرخانواده خوکچه‌هندیان است.

## گونه‌ها
- خوکچه دندان‌زرد برزیلی (G. flavidens)
- خوکچه دندان‌زرد مونستر (G. monasteriensis)
- Common yellow-toothed cavy (G. musteloides)
- Spix's yellow-toothed cavy (G. spixii)